# Ermita de la Mare de Déu de Serrallonga
L'Ermita de la Mare de Déu de Serrallonga és una obra del municipi de Brunyola i Sant Martí Sapresa (Selva) inclosa en l'Inventari del Patrimoni Arquitectònic de Catalunya.

## Descripció

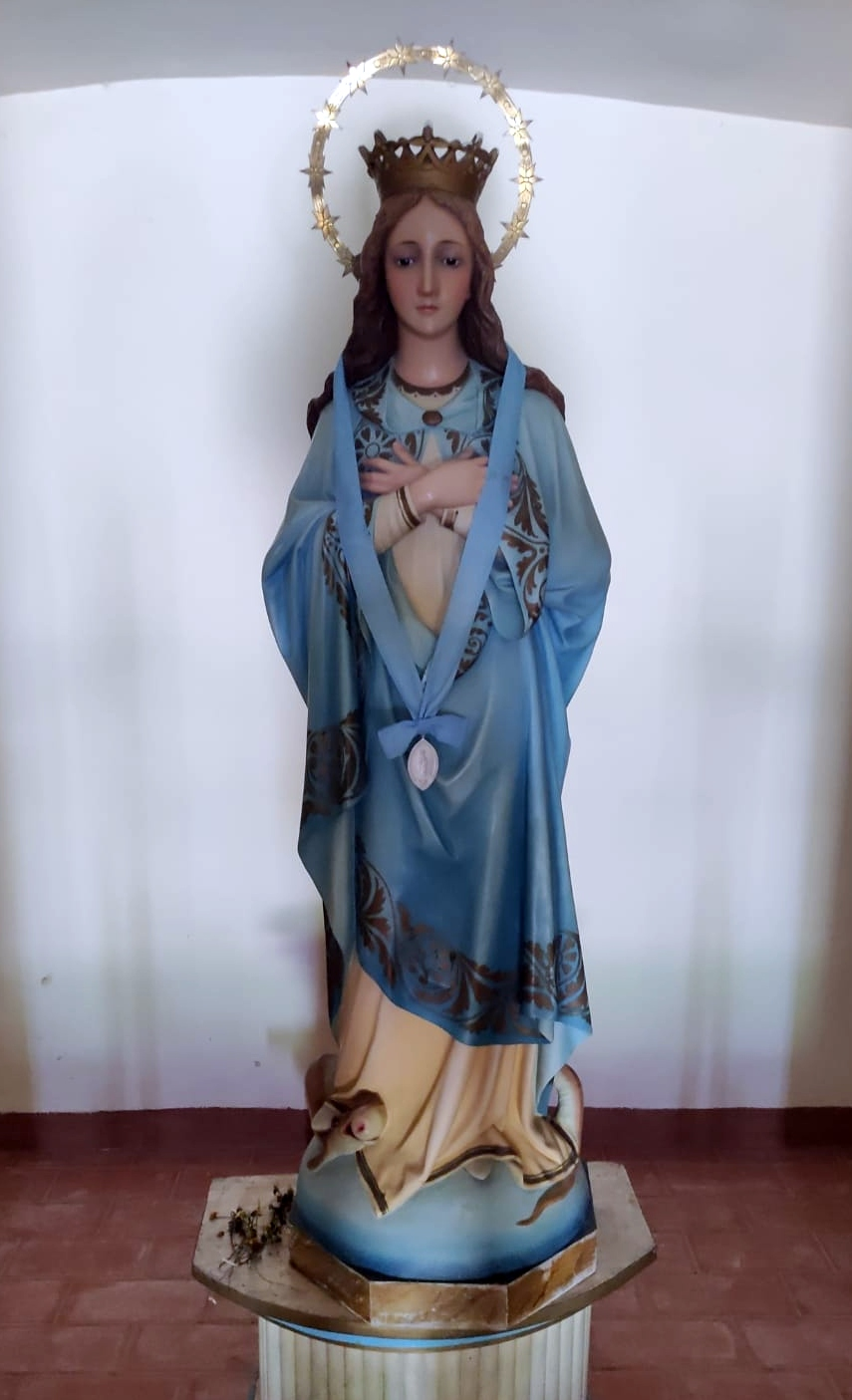
Mare de Déu Immaculada de Serrallonga

Es tracta d'un edifici aïllat de planta rectangular i coberta de doble vessant a laterals situat al costat mateix del mas Serrallonga. Té una sola nau i una sola capella, un campanar de doble espadanya i a la banda sud de l'absis hi ha adossada la sagristia.
Els murs de l'ermita són de granit, coberts d'arrebossat i pintats de blanc. La cornisa, formada per quatre nivells de motllures, està interrompuda pel gran campanar de doble ull i culminat amb una teulada de doble vessant de rajola i una creu. La porta d'entrada està feta de grans blocs de pedra calcària de Girona i té una llinda horitzontal monolítica amb decoració floral triangular a la base. Sobre la porta, hi ha una finestra d'arc de mig punt d'una sola esqueixada i feta també de pedra calcària.
Els ràfecs de la part lateral de la construcció són formats per una filera de rajola plana i gruixuda.
La Mare de Déu és una imatge de la Immaculada i és considerada pels fidels, segons els Goigs, la Protectora de Brunyola: "Amb fe viva, vostres goigs / cantarem, Immaculada / protectora de Brunyola / de tothom siau advocada".
Al costat de l'ermita hi el mas de Can Serrallonga de Brunyola. És un edifici de dos plantes i golfes amb coberta de doble vessant a laterals originari del segle xviii i documentat del segle xiv (1336). Sempre fou domini directe de l'Hospital de Sant Llorenç de les Arenes i era conegut amb el nom de Can Negre de Serrallonga.